# Saclumil
Saclumil är en ort i Mexiko.   Den ligger i kommunen Chilón och delstaten Chiapas, i den sydöstra delen av landet, 800 km öster om huvudstaden Mexico City. Saclumil ligger 757 meter över havet och antalet invånare är 201.
Terrängen runt Saclumil är huvudsakligen kuperad. Saclumil ligger nere i en dal. Runt Saclumil är det ganska glesbefolkat, med 50 invånare per kvadratkilometer. Närmaste större samhälle är Jet-Já, 2,0 km öster om Saclumil. I omgivningarna runt Saclumil växer i huvudsak städsegrön lövskog.